# Фламан, Дидье
Дидье Фламан (фр. Didier Flament, р. 4 января 1951) — французский фехтовальщик-рапирист, олимпийский чемпион, чемпион мира, чемпион Франции.

## Биография
Родился в 1951 году в Туркуэне. В 1974 году стал чемпионом мира. В 1976 году на Олимпийских играх в Монреале стал обладателем бронзовой медали. На чемпионате мира 1978 года завоевал золотую и серебряную медали. В 1980 году стал чемпионом Франции и чемпионом Олимпийских игр в Москве. В 1982 году вновь стал обладателем серебряной медали чемпионата мира.